# Loweriella boltoni
Loweriella boltoni is een mierensoort uit de onderfamilie van de Dolichoderinae. De wetenschappelijke naam van de soort is voor het eerst geldig gepubliceerd in 1992 door Shattuck.